# Estación Estacas
Estacas es una estación de ferrocarril ubicada en la localidad del mismo nombre del Departamento La Paz en la Provincia de Entre Ríos, República Argentina. 

## Servicios
Se encuentra precedida por la Estación San Gustavo y le sigue Estación Montiel.